# Leone Nakarawa
Leone Nakarawa (Ba, 2 de abril de 1988) es un jugador fiyiano de rugby que se desempeña como segunda línea.

## Carrera
Fue miembro del ejército y más tarde lo abandonó para centrarse por completo en su carrera rugbística. Debutó como profesional en 2013 para el equipo Glasgow Warriors de la Pro12, con quien firmó en agosto de 2013.
Nakarawa fue escogido "Hombre del partido" (Man of the Match) con Glasgow en la gran final del Pro12 2015 en Belfast. Tuvo el mayor número de offloads en el European Rugby Champions Cup 2014-2015 con 25.

## Selección nacional
Su debut con la selección de Fiyi se produjo en un partido contra Tonga en Nuku'alofa el 13 de junio de 2009. Jugó en la Pacific Nations Cup en 2010.

### Participaciones en Copas del Mundo
Fue seleccionado para la Copa del Mundo de Rugby de Nueva Zelanda 2011, y fue uno de los escasos jugadores destacados de Fiyi en su campaña. Nueva Zelanda tuvo que hacer una excepción a su prohibición de que personal militar fiyiano entrase en el país para que Nakarawa pudiera jugar. Seleccionado para Inglaterra 2015, anotó un try en la victoria sobre Uruguay, en la fase de grupos.
| Mundial                       | Sede          | Resultado    | PJ | Tries |
| ----------------------------- | ------------- | ------------ | -- | ----- |
| Copa Mundial de Rugby de 2011 | Nueva Zelanda | Primera fase | 4  | 1     |
| Copa Mundial de Rugby de 2015 | Inglaterra    | Primera fase | 4  | 1     |

## Juegos Olímpicos
Nakarawa fue parte del selección de fiyiana que obtuvo la medalla de oro en los Juegos Olímpicos de Río de Janeiro 2016.